# Asterix (hudební skupina)
Asterix byla německá hard rocková skupina, existující krátce před založením skupiny Lucifer's Friend. Ve skupině hrál i pozdější člen Uriah Heep John Lawton. Skupina vydala pouze jedno a to eponymní album Asterix.